# Charles du Fresne, sieur du Cange

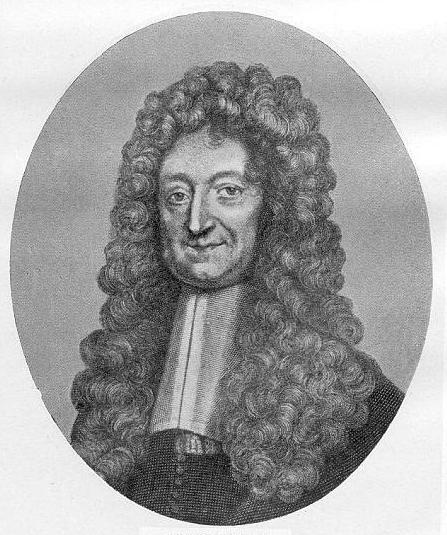
Charles Du Fresne, Seigneur Du Cange.

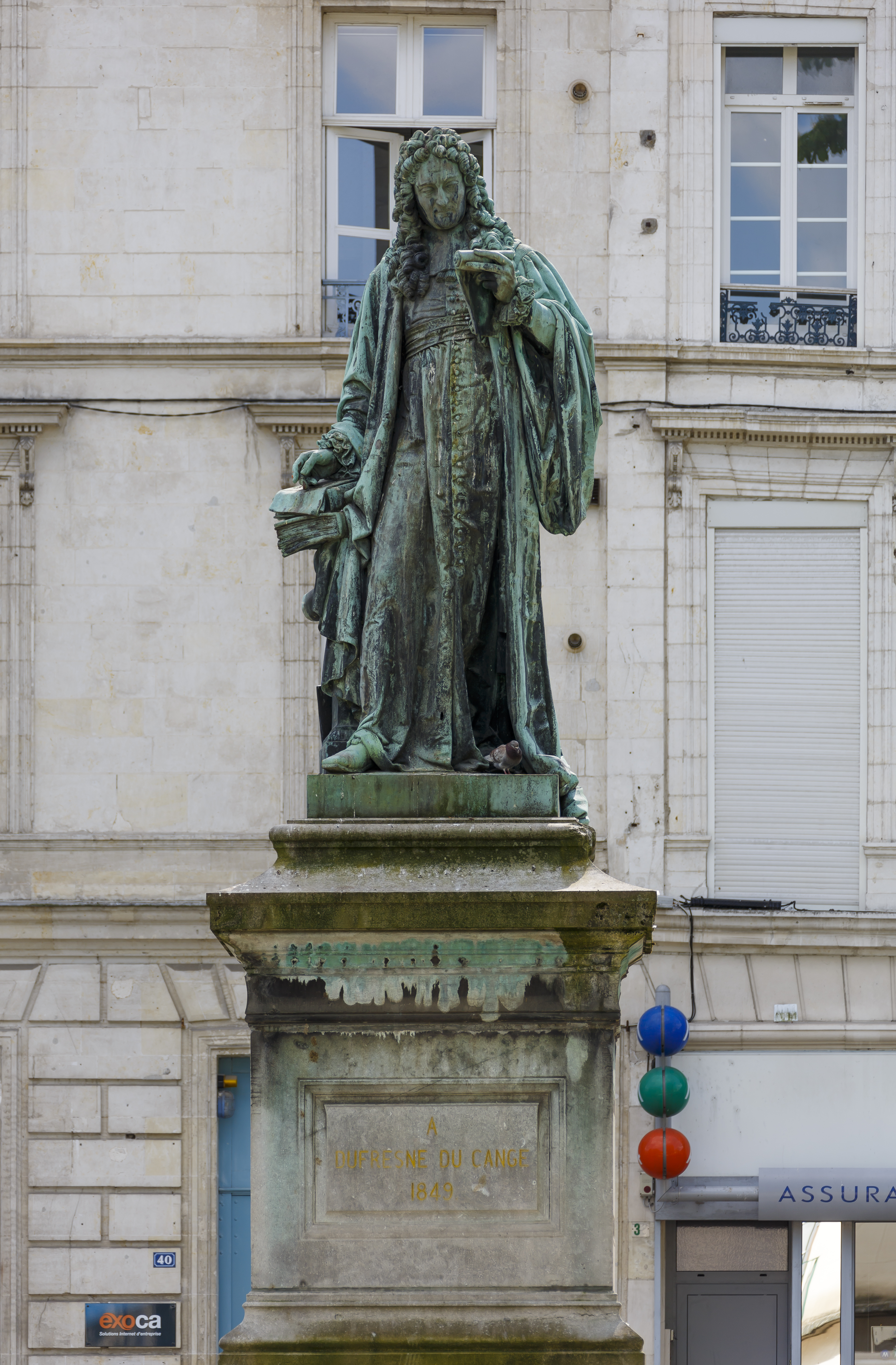
Statue für Dufresne du Cange am René-Goblet-Platz in Amiens

Charles du Fresne, sieur du Cange (auch Ducange; Carolus Dufresne Du Cange) (* 18. Dezember 1610 in Amiens; † 23. Oktober 1688 in Paris) war ein französischer Jurist und Lexikograf.
Du Cange war einer der größten Lexikografen in der westlichen Tradition, auf gleicher Höhe mit Robert und Henri Estienne, Jakob und Wilhelm Grimm, James Murray und William A. Craigie (Considine).

## Leben
Charles du Cange war der fünfte Sohn von Louis Du Fresne, sieur de Frédeval et du Cange, der königlicher Vogt von Beauquène bei Amiens war. Er besuchte zunächst das Jesuitenkolleg in Amiens. Später studierte er Rechtswissenschaft in Orléans und wurde am 11. August 1631 als Anwalt am Parlement de Paris zugelassen. Bald kehrte er jedoch nach Amiens zurück, wo er am 19. Juli 1638 die zehn Jahre jüngere Catherine Du Bos heiratete, die Tochter des Schatzmeisters (trésorier) von Amiens. Sie brachte eine namhafte Mitgift in die Ehe ein. Im gleichen Jahr starb sein Vater und vererbte ihm ein Haus in Amiens und anderes Eigentum sowie den Titel des sieur du Cange. Am 10. Juni 1645 kaufte er das bis dahin von seinem Schwiegervater gehaltene Amt, das er bis 1668 ausübte. Er wurde Vater von zehn Kindern, von denen ihn vier überlebten.
Schon mit zwanzig Jahren hatte er eine mit Wappen versehene Genealogie seiner Familie verfasst. Zurück in Amiens widmete er sich historischen Studien mit großem Eifer, sodass von ihm gesagt wurde, er habe am Tag seiner Hochzeit sechs oder sieben Stunden geforscht. 1657 gab er das erste geschichtliche Werk heraus, das bereits ein ausführliches Glossar enthielt. 1668 verließ er Amiens wegen der Pest und ging nach Paris und wirkte dort als Privatgelehrter. Dort gewann er die Freundschaft von Léon d’Hérouval, einem Gelehrten mit gleichem Interesse, der ihn in den nächsten Jahrzehnten aufopferungsvoll unterstützte. Du Cange lehnte die Anstellung eines Sekretärs ab und schrieb alles von eigener Hand.
Als Grundlage für seine Studien erwarb er sich tiefe Kenntnisse der lateinischen und griechischen Sprache, für die er jeweils umfangreiche Wörterbücher mit vielen Sacherläuterungen erarbeitete, von denen das lateinische Glossarium ad scriptores mediae et infimae latinitatis durch eine Reihe von Gelehrten erweitert wurde und bis ins 21. Jahrhundert für das mittlere und jüngere Latein von Wissenschaftlern benutzt wird. Auch das griechische Glossar wird noch heute bei Forschungen herangezogen. Seine Historia byzantina, bestehend aus der Genealogie „De familiis Byzantinis“ und der vierbändigen Topographie „Constantinopolis Christiana“ und gilt als ein bedeutendes Werk über die byzantinische Geschichte. Er wirkte auch bei der Herausgabe des Corpus Byzantinae historiae, einer Quellenedition zur byzantinischen Geschichte, mit.
Ein großer Teil seiner Werke ist nicht veröffentlicht worden. Sein reicher Nachlass wird in der Bibliothèque nationale de France, der Bibliothèque de l’Arsenal in Paris und in der Stadtbibliothek von Amiens verwahrt. Die Manuskripte zeigen, dass er sich vor allem mit der Geschichte Frankreichs und seiner Heimatlandschaft, der Picardie, des lateinischen Abendlandes und des Byzantinischen Reiches befasste.

## Schriften

### Als Verfasser
- Traité historique du chef de saint Jean-Baptiste. Paris 1665; archive.org.
- Glossarium ad scriptores mediae et infimae latinitatis. Paris 1678 (3 Bände)
  - Neue Ausgabe: Glossarium mediae et infimae latinitatis, a Carolo Du Fresne, domino Du Cange, digessit G. A. L[ouis] Henschel, Paris 1840–1850, editio nova. 10 Bände, hrsg. von Léopold Favre, Paris 1883–1887; Neudruck Graz 1954/55.
- Historia byzantina duplici commentario illustrata. 2 Bände. Paris 1680; archive.org
- Glossarium ad scriptores mediae et infimae Graecitatis, in quo graeca vocabula novatae significationis, aut usus rarioris, barbara, extica, ecclesiastica, liturgica, tactica, nomica, jatrica, botanica, chymica explicantur, eorum notiones & originationes reteguntur … E libris editis, ineditis veteribus monumentis. Accedit appendix ad glossarium mediae & infimae latinitatis, una cumbravi etymologico linguae gallicae ex utoque glossario. Lyon 1688 (2 Bände). – 2. Auflage: Welter, Paris 1905. – Nachdruck: Akademische Druck- und Verlagsanstalt, Graz 1958.
- Histoire de l’état de la ville d’Amiens et de ses comtes, avec un recueil de plusieurs titres concernant l’histoire de cette ville, qui n’ont pas encore esté publiez. Amiens 1840 (posthum); archive.org.
- Les familles d’outre-mer. Herausgegeben von Emmanuel G. Fey. Imprimerie impériale, Paris 1869.

### Als Herausgeber
- Geoffroy de Villehardouin: Histoire de l’Empire de Constantinople sous les empereurs françois. Paris 1657 (2 Bände).
- Jean de Joinville: Histoire de Saint Louis Roi de France. Paris 1668.
- Johannes Kinnamos: Historiarum de rebus gestis a Joanne et Manuele Comnenis. Paris 1670.
- Johannes Zonaras: Annales ab exordio mundi ad mortem Alexii Comneni. Paris 1686 (2 Bände).
- Chronicon Paschale: a mundo condito ad Heraclii Imperatoris annum vigesimum (nach dem Tode herausgegeben von Étienne Baluze). Paris 1688.